# IB3 Ràdio
IB3 Ràdio est une station de radio publique espagnole appartenant au groupe Ens Públic de Radiotelevisió de les Illes Balears, entreprise de radio-télévision dépendant du gouvernement autonome des Îles Baléares.

## Présentation
IB3 Ràdio est une entreprise de droit public enregistrée sous le nom de Ràdio de les Illes Balears, S.A., créée le 26 mars 2004 en application de la loi 7/85. Elle appartient à la fédération des organismes de radio et de télévision des autonomies, une association professionnelle regroupant les principales chaînes de radio et de télévision régionales publiques du pays.
Les premières émissions de IB3 Ràdio débutent le 1er mars 2005, à l'occasion du Jour des Îles Baléares. Station de format « généraliste » émettant en catalan, IB3 Ràdio a pour objectif d'informer et de divertir les auditeurs des Baléares. Elle a une mission de service public et se donne pour mission de renforcer la cohésion sociale et de mettre en avant les différents aspects de la culture régionale. Sa grille des programmes est composée de bulletins d'information, de magazines, de débats et de musique. 
La station commence ses émissions chaque matin à 5 heures par de la musique, avant de passer au grand rendez-vous de l'information matinale, « Al Dia », présenté par Maties Salom, de 8 heures à midi, suivi d'un magazine. Les informations de la mi-journées, « Informatiu migdia », présentées par Neus Mercant, sont diffusées pendant une heure, de 14 heures à 15 heures, et couvrent l'actualité régionale, nationale et internationale. Les après-midi sont consacrés aux magazines et à la musique. En début de soirée, la station diffuse le programme humoristique « Gabinet de Crisi », présenté par Sergi Marcos et Felip Palou, avant de laisser la place aux informations du soir, « Informatiu vespre ». 
IB3 Ràdio dispose d'un réseau d'émetteurs en modulation de fréquence (FM) lui permettant de couvrir l'ensemble des Îles Baléares. Elle peut également être écoutée dans le monde entier par internet.